# Hübnerbreen
De Hübnerbreen is een gletsjer op het eiland Barentszeiland, dat deel uitmaakt van de Noorse eilandengroep Spitsbergen.
De gletsjer is vernoemd naar mijningenieur en Afrikaanse ontdekkingsreiziger Adolf Hübner.

## Geografie
De gletsjer is west-oost georiënteerd en heeft een lengte van meer dan tien kilometer. Hij komt vanaf de Barentsjøkulen gaande in zuidoostelijke richting en buigt halverwege richting het noordoosten af en mondt uit in de Olgastretet.
Ten zuidwesten van de gletsjer ligt de gletsjer Freemanbreen, ten noorden de gletsjer Reymondbreen waarmee de gletsjer zich vlak voor de monding samenvoegt.